# Lago di Auronzo
Il lago di Auronzo, anche conosciuto come lago di Santa Caterina, è un lago artificiale che sorge nei pressi del comune di Auronzo di Cadore nelle Dolomiti della provincia di Belluno.

## Dati tecnici
- Tipologia diga: a gravità tracimabile
- Altezza sul punto più represso delle fondazioni: 58,5 m
- Sviluppo del coronamemto: 185 m
- Volume della diga: 92.500 m³
- Livello di massimo invaso: 830 mslm
- Livello di massima piena: 831,5 mslm
- Capacità d'invaso complessiva: 7 milioni di m³
- Capacità d'invaso utile: 6,68 milioni di m³
- Superficie del bacino imbrifero: 225 km²
- Corso d'acqua: Ansiei

## Storia
Nel 1930 la SFIAC, Società forze idrauliche dell'Alto Cadore di Alessandro Marco Barnabò iniziò i lavori della costruzione della diga per bloccare il corso del fiume Ansiei, creando un bacino lungo circa 2 chilometri, in grado di raccogliere 6250000 metri cubi d'acqua.
Il progetto e la direzione della costruzione della diga sono opera dell'ingegnere Gino Visentini Scarzanella, con la collaborazione di Gaudenzio Fantoli.
La diga in sé è alta 55 metri, spessa 35 metri alla base e 5,5 alla sua sommità. I lavori finirono nel gennaio del 1932. La SFIAC nel 1932 fu acquistata dalla SADE, nazionalizzate dall'Enel nel 1962.
Il nome "Santa Caterina" deriva dal fatto che la diga termina dove si trova una piccola cappella del 1500 circa, dedicata alla santa. Sul lago si effettuavano le gare del Gran Premio Motonautico del Cadore, ancora oggi si svolgono invece i campionati di canoa-kayak.